# Nunki (Stern)
Nunki, Bayer-Bezeichnung Sigma Sagittarii, auch unter dem Eigennamen Sadira Pelagus bekannt, ist der zweithellste Stern im Sternbild Schütze. Seine scheinbare Helligkeit beträgt +2,01 mag der Spektraltyp ist B3. Der Stern befindet sich in einer Entfernung von ca. 220 Lichtjahren. Aufgrund der Extinktion ist Sigma Sagittarii bis zu einer Horizonthöhe von 2,1° sichtbar. Der scheinbare Auf- oder Untergang erfolgt gegenüber dem tatsächlichen Auf- oder Untergang etwa 12 bis 15 Minuten später beziehungsweise früher.
Der Name Nunki ist sumerischen Ursprungs und ist in der sumerischen Schreibform NUNKI (Göttlicher Ort der Erde) die Bezeichnung der alten heiligen Stadt Eridu, Sitz des großen unterirdischen Süßwasserozeans Apzu.
Nunki kann als ekliptiknaher Stern vom Mond und (sehr selten!) von Planeten bedeckt werden. Die letzte Bedeckung von Nunki durch einen Planeten erfolgte am 17. November 1981 durch die Venus. Nunki ist zudem der hellste Fixstern, der von einem äußeren Planeten bedeckt werden kann (wegen der Lage der Bahnknoten können im Zeitraum von 5000 v. Chr. bis 5000 n. Chr. die äußeren Planeten keinen ekliptiknahen Stern 1. Größe wie Regulus bedecken) und zwar von Mars. Allerdings ist dies ein extrem seltenes Ereignis, welches zuletzt am 3. September 423 eintrat.